# Lukaskirche (Bürmoos)

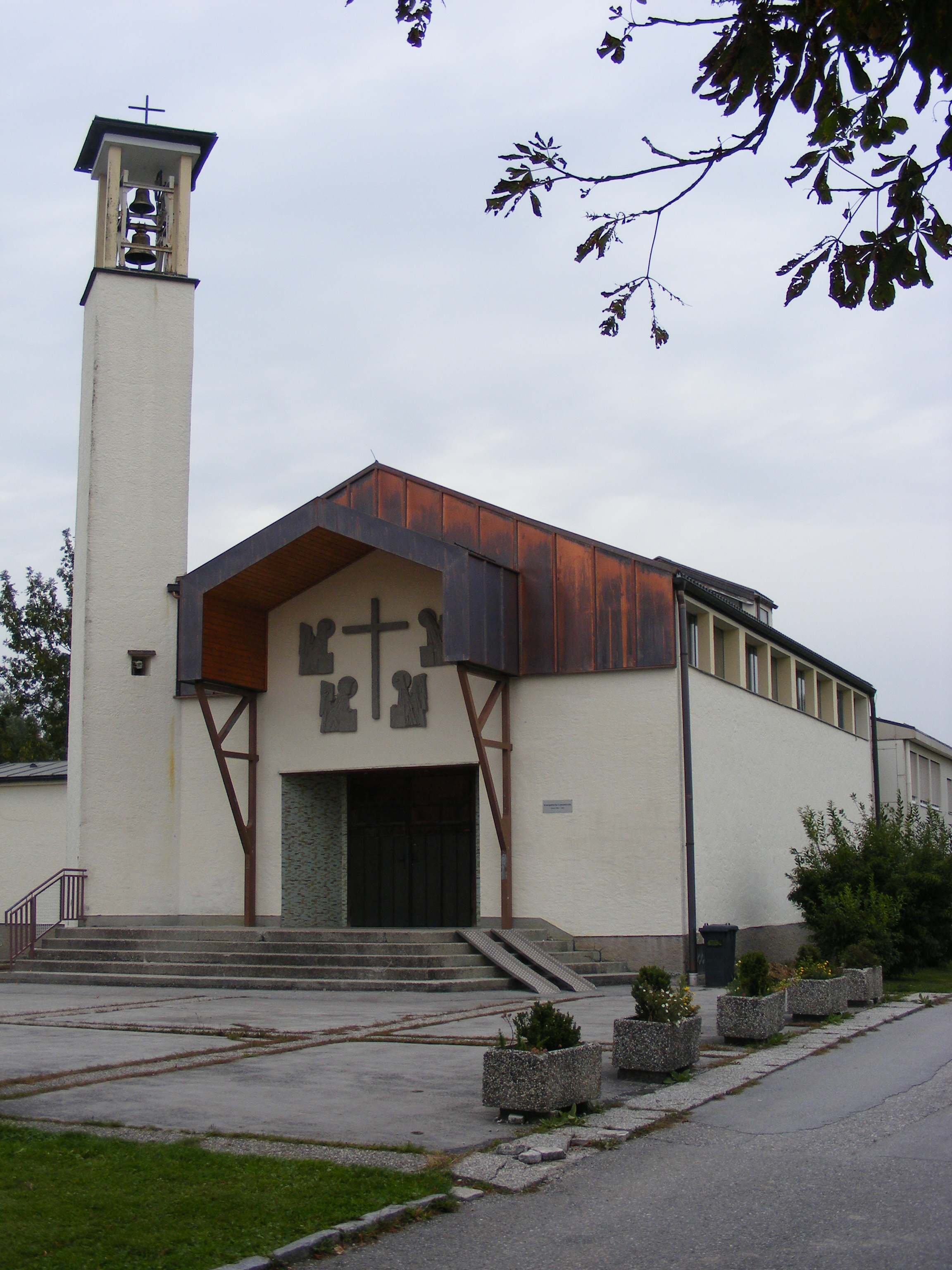
Lukaskirche in Bürmoos

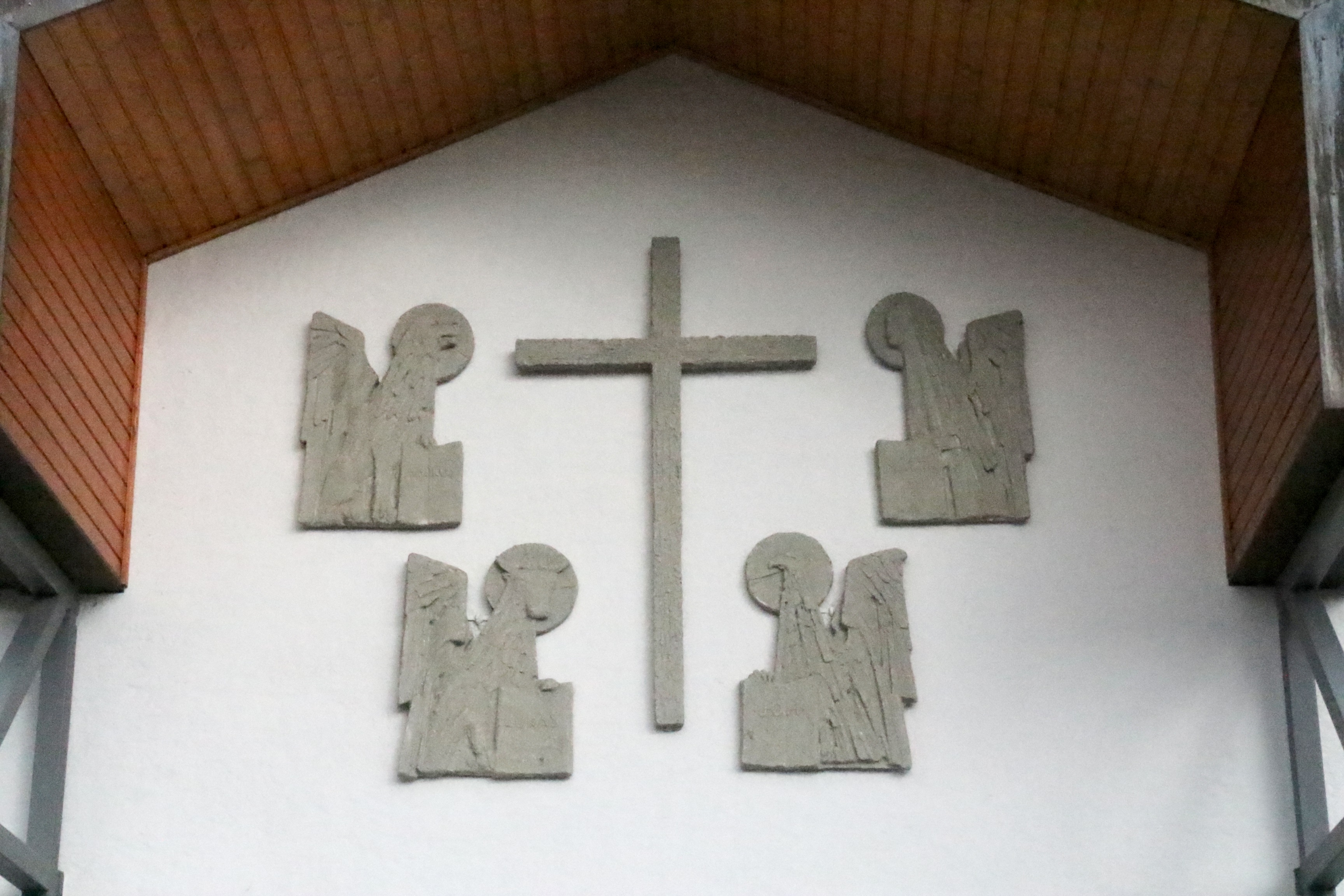
Evangelistensymbole über dem Eingang

Die Lukaskirche ist die evangelische Pfarrkirche von Bürmoos im österreichischen Bundesland Salzburg. Als Predigtstelle der Gemeinde Salzburg Nördlicher Flachgau gehört sie der Evangelischen Superintendentur A. B. Salzburg und Tirol an.

## Geschichte
Die Bürmooser Lukaskirche ist eine der sogenannten „Siebenbürgerkirchen“, die aufgrund der Flüchtlingsbewegungen am Ende des Zweiten Weltkriegs und des damit verbundenen verstärkten Zuzugs von Protestanten gegründet wurden. Errichtet wurde der vom Gustav-Adolf-Werk der Evangelische Kirche in Hessen und Nassau und dem Verband der Siebenbürger Sachsen finanzierte Kirchenbau in den Jahren 1961 bis 1963. Die Einweihung der Kirche vollzog am 20. Oktober 1963 Wilhelm Mensing-Braun, Superintendent der Evangelischen Superintendentur A. B. Oberösterreich, zu der Bürmoos damals gehörte. Der von Hanns Enhuber entworfene Kirchenbau zeigt, abgesehen vom übereckgestellten schlanken Glockenträger, nach außen ein bewusst scheunenartiges Aussehen. Dazu tragen vor allem der bis auf ein horizontales Fensterband geschlossene Außenbau und der mit einem Holzvorbau versehene rechteckige Eingang bei, über dem lediglich ein einfaches Kreuz, umgeben von den vier Evangelistensymbolen, auf den sakralen Charakter des Bauwerks verweist. In dem von einer gefalteten Holzdecke geprägten Kirchenraum erfährt der ausgesonderte Altarraum durch seinen indirektem Lichteinfall eine besondere Wirkung.
Die beiden Glocken des Turms tragen die programmatischen Inschriften Wachet und betet und Stimme der Heimat. 1971 erhielt die Lukaskirche eine aus Resten einer Mozarteum-Orgel gebaute Orgel des Salzburger Orgelbauers Hermann Oettl. 1980 schuf der Salzburger Maler Wilhelm Kaufmann die beiden Fresken Christus am Ölberg und Christi Auferstehung und Verklärung zuseiten des Altarraums.